# Simone Corsi
Simone Corsi (Roma, 24 de Abril de 1987) é um motociclista italiano.
Disputa o mundial de MotoGP na categoria 125cc pela Skilled ISPA Racing Team Aprilia.

## Carreira
Simone Corsi fez sua estreia na 125cc em 2002. 